# John Alden

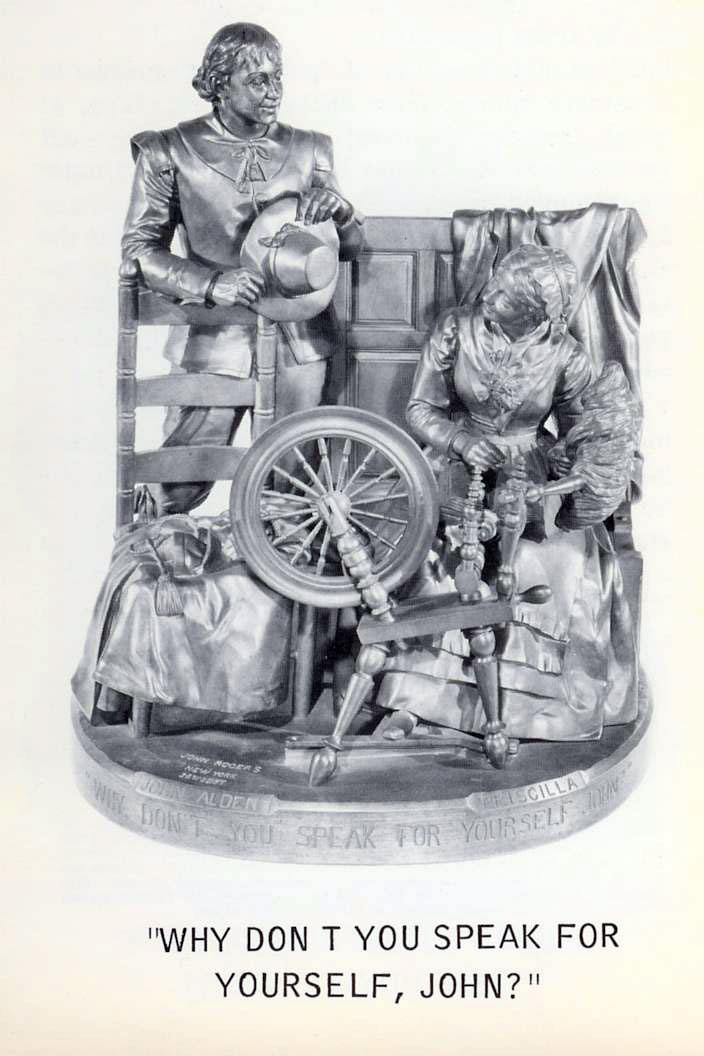
Escultura de John Alden.

John Alden (c. 1598, Inglaterra-12 de septiembre de 1687, Duxbury, Massachusetts) fue un peregrino estadounidense de origen británico.
Fue contratado como tonelero por los mercantes de Londres, quienes financiaron la expedición del Mayflower al Nuevo Mundo en el año 1620. Alden firmó el Pacto del Mayflower y ocupó varios puestos cívicos en la colonia, como el de asistente del gobernador entre los períodos de 1623-1641 y 1650-1686.
Fue eternizado como el primer peregrino en pisar Plymouth Rock y como el sustituto de Myles Standish en su cortejo por matrimoniarse con Priscilla Mullens en el poema The Courtship of Miles Standish (1858) de Henry Wadsworth Longfellow. De hecho, Alden realmente se casó con Mullens en el año 1623.